# Natten med de levande Finntroll
Natten med de levande Finntroll är ett livealbum med det finländska folkmetal-bandet Finntroll. Albumet spelades in i Melkweg, Amsterdam 20 september 2008 och utgavs 13 juni 2014 av skivbolaget Spinefarm Records.

## Låtlista
1. "Kitteldags" – 2:41
2. "Slaget vid blodsälv" – 3:38
3. "Blodnatt" – 4:27
4. "Nedgång" – 3:11
5. "Nattfödd" – 5:01
6. "Ursvamp" – 2:52
7. "Eliytres" – 3:52
8. "Aldhissla" – 6:25
9. "Jaktens tid" – 4:00
10. "Rivfader" – 4:31
11. "Korpens saga" – 3:38
12. "Trollhammaren" – 4:00
13. "Fiskarens fiende" – 4:19
14. "Svartberg" – 4:11
15. "Försvinn du som lyser" – 3:50
16. "Midnattens widunder" – 4:24
17. "En mäktig här" – 4:28
18. "Det iskalla trollblodet" – 5:53
19. "Segersång" – 3:33

Texter
- Katla (Jan Jämsen): spår 1–4, 8–11, 14–17, 19
- Wilska (Tapio Wilska): spår 5–7, 12–13
- Trollhorn (Henri Sorvali): spår 18

Musik
- Somnium (Teemu Raimoranta)/Trollhorn: spår 1
- Trollhorn: spår 2, 5, 11, 14, 17–19
- Somnium: spår 3, 8–10, 15–17
- Trollhorn/Tundra (Sami Uusitalo): spår 4, 6, 7, 12, 13

## Medverkande
Finntroll
- Tundra (Sami Uusitalo) – basgitarr
- Skrymer (Samuli Ponsimaa) – gitarr, bakgrundssång
- Trollhorn (Henri Sorvali) – keyboard, akustisk gitarr, banjo, munharpa, bakgrundssång
- Routa (Mikael Karlbom) – gitarr, bakgrundssång
- Vreth (Mathias Lillmåns) – sång
- Virta (Aleksi Virta) – keyboard
- Beast Domonator (Samu Ruotsalainen) – trummor

Produktion
- Henri Sorvali – mixning
- Jukka Varmo – mixning
- Mika Jussila – mastering